# 克拉朗
克拉朗（法語：Clarens）是法国上比利牛斯省的一个市镇，属于巴涅雷德比戈尔区（Bagnères-de-Bigorre）拉内默藏县（Lannemezan）。该市镇总面积11.3平方公里，2009年时的人口为450人。

## 人口
克拉朗人口变化图示